# Andrzej Łuczeńczyk
Andrzej Łuczeńczyk (ur. 10 stycznia 1946, właśc. 10 grudnia 1945 w Ludwinie, zm. 12 sierpnia 1991 tamże) – polski pisarz i poeta.

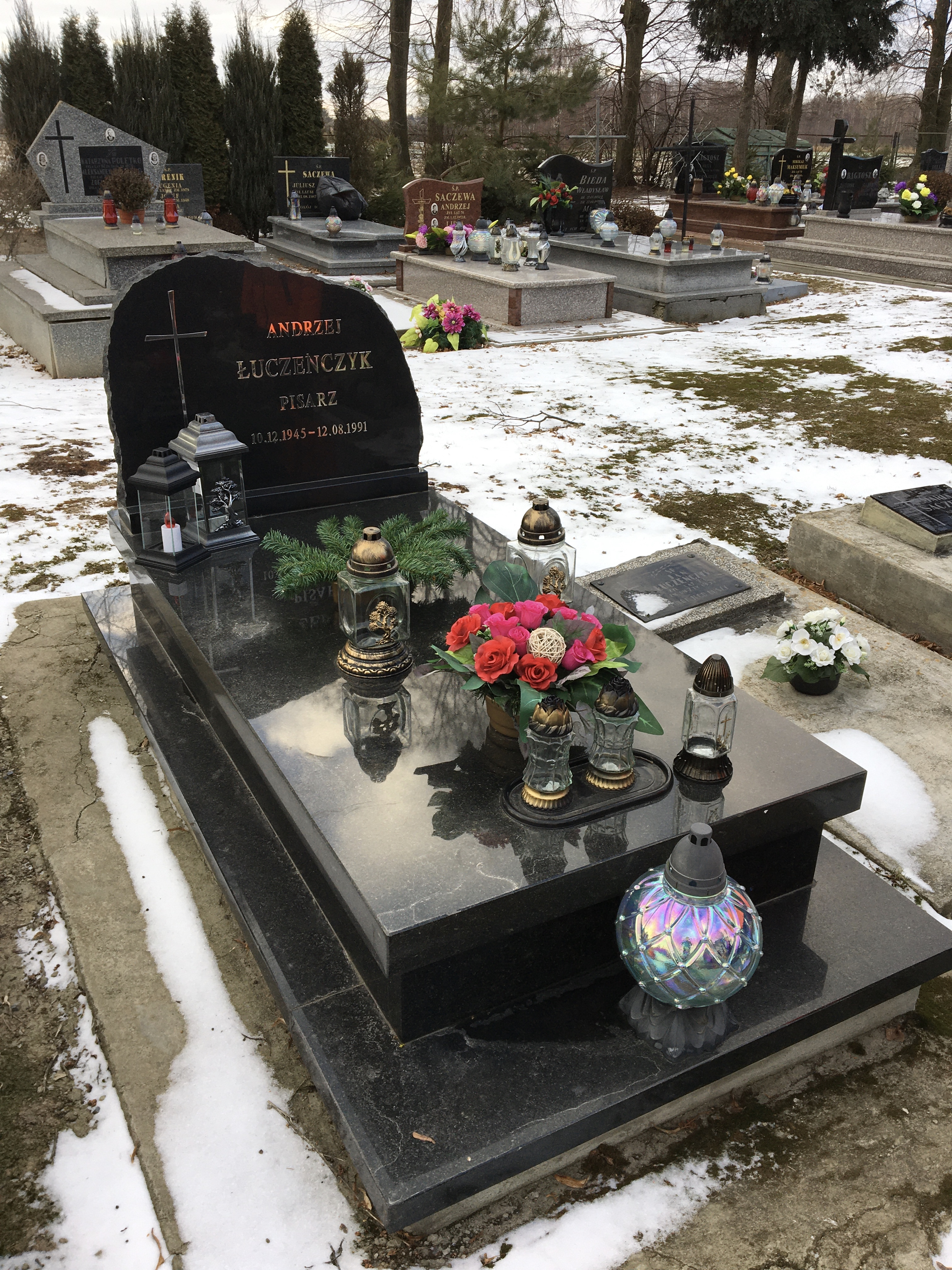
Grób Andrzeja Łuczeńczyka na cmentarzu prawosławnym w Dratowie-Kolonii

Maturę uzyskał w 1978 w liceum ogólnokształcącym dla pracujących w Lublinie. W latach 1979–1984 mieszkał w Wieluniu. Następnie powrócił do Ludwina, gdzie pracował w rodzinnym gospodarstwie rolnym. Debiutował w 1969 wierszami w czasopiśmie „Radar” (nr 6) i opowiadaniem Więzienie w „Kamenie” (nr 24). Należał do Korespondencyjnego Klubu Młodych Pisarzy. W 1985 został członkiem Związku Literatów Polskich. W 1986 otrzymał nagrody: im. E. Stachury, im. S. Piętaka, im. B. Prusa i Premię Wieczystej Fundacji im. Zofii i Jana Karola Wendów, w kolejnym roku – nagrodę Funduszu Literatury i nagrodę społeczno-kulturalną Wojewody Lubelskiego.

## Twórczość
- 1982: Przez puste ulice
- 1985: Kiedy otwierają się drzwi
- 1986: Gwiezdny książę
- 1986: Źródło
- 1990: Wyzwanie (opowiadanie)
- 2018: Dzieła zebrane, Państwowy Instytut Wydawniczy, Warszawa
- 2023: Wyzwanie (redakcja alternatywna), "Pole. Dwumiesięcznik literacki", nr 2